# Singularity

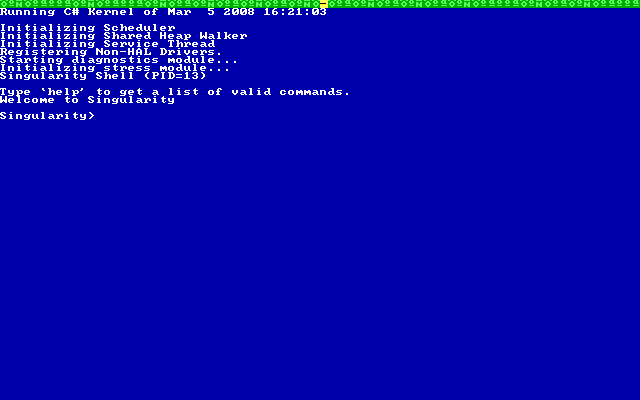
Skärmbild av operativsystemet

Singularity är ett operativsystem som Microsoft Research introducerade november 2005. Singularity är skrivet i C# och är baserat på en mikrokärna bestående av 300 000 rader kod.